# Doychin Vasilev
Doychin Vasilev (Дойчин Василев en búlgaro) (12 de junio de 1944, Sofía-7 de diciembre de 2024) fue un alpinista y director de cine búlgaro. Ha escalado cinco picos de más de 8000 metros en el Himalaya: Dhaulagiri (1995), Everest (1997), Makalu (1998), y Shisha Pangma y Cho Oyu (1999). Fue presidente del Alpine Club Vihren de Sofía. Participó en la Expedición Tangra en 2004 y 2005, encargada por la Comisión Búlgara para los Topónimos Antárticos.
Ha trabajado en los documentales Chomolungma (1997), Makalu (1998), Manaslu (1999), y White Dreams (2001).